# Pont de Rabós
El pont de Rabós és una construcció del municipi de Rabós (Alt Empordà) inclosa en l'Inventari del Patrimoni Arquitectònic de Catalunya.

## Descripció
És situat a llevant del nucli urbà de la població de Rabós, a uns 100 metres de distància del terme, damunt la riera de l'Orlina.
És un pont de pedra assentat damunt la roca de la riera i format per dos arcs o ulls, un de mida més gran i de mig punt i l'altre més petit i d'arc rebaixat. El principal està bastit amb carreus de pedra ben escairats, disposats en filades, mentre que l'arc petit està construït amb pedra desbastada, disposada regularment. Per la banda de migdia, el pont fou ampliat i els dos arcs presenten el parament bastit amb maons disposats a sardinell. L'estructura disposa d'una petita barana bastida amb pedra desbastada de diverses mides, actualment restituïda. Una placa commemorativa instal·lada al cappont de tramuntana recorda que una riuada s'endugué la barana el novembre del 1999.

## Història
La seva tipologia no presenta cap element que permeti datar-lo amb precisió. Tot i que en principi fou datat al segle xviii, l'historiador Joan Molina apunta que, en diverses ocasions, la historiografia li ha donat una cronologia adscrita entre els segles xiv i xv.